# Здравець (Пловдивська область)
Здра́вець (болг. Здравец) — село в Пловдивській області Болгарії. Входить до складу общини Лики.

## Населення
За даними перепису населення 2011 року у селі проживали 47 осіб, усі — болгари.
Розподіл населення за віком у 2011 році:
Динаміка населення: